# Apamea gemina
Apamea gemina là một loài bướm đêm trong họ Noctuidae.